# Seeth-Ekholt
Seeth-Ekholt er en by og en kommune i det nordlige Tyskland, beliggende i Amt Elmshorn-Land under Kreis Pinneberg. Kreis Pinneberg ligger i den sydlige del af delstaten Slesvig-Holsten.

## Geografi
Seeth-Ekholt ligger lige øst for Elmshorn ved motorvejen A 23 fra Hamborg mod Elmshorn.